# Charles Arnoldi
 Charles Arnoldi  auch bekannt als Chuck Arnoldi und Charles Arthur Arnoldi (* 10. April 1946 in Dayton, Ohio, USA; lebt in Los Angeles, Kalifornien, USA) ist ein US-amerikanischer zeitgenössischer Maler, Grafiker und Bildhauer. Er ist bekannt für seine hell-farbigen, abstrakten Gemälde unter Verwendung von Holz als expressiver Form, oft mit eingearbeiteten Ästen und Zweigen.

## Leben und Werk
Während des Besuchs bei der Großmutter einer Freundin in New York City sah er erstmals die Werke von Jackson Pollock und Willem de Kooning. Er war der Auffassung, dass er ebenfalls in der Lage sei, Gleichartiges zu schaffen und schrieb sich am Art Center in Los Angeles ein.
Er bekam ein Stipendium und besuchte die Illustrations-Klassen gegen Ende der 1960er Jahre. Nach nur zwei Wochen verließ er die Schule und besuchte das Chouinard Art Institute in Los Angeles im Jahr 1968, wo er für acht Monate blieb, bis er sich endgültig zur Aufgabe seiner formalen Ausbildung entschloss und diese durch künstlerische Praxis als Autodidakt begann.
Arnoldi begann mit der Verwendung von Ästen und Zweigen als kompositorischen Elementen in seinen Werken, in Verbindung zur Malerei und nannte dies Stick Constructions.
In den frühen 1970er Jahren bekam er viel Aufmerksamkeit für seine Wand-Relief-Holz-Skulpturen. Er hatte seine erste Einzelausstellung mit diesen Arbeiten in der Riko Mizuno Gallery in Los Angeles im Jahr 1971. Im folgenden Jahr 1972 wurde zur Teilnahme an der Documenta 5 in Kassel in die Abteilung Idee + Idee/Licht eingeladen. Die Verwendung von Holz spielt nach wie vor eine wichtige Rolle in Arnoldis Werk, obwohl er seit den 1980er Jahren häufig auch Kombinationen von anderen Medien einsetzt.
Er spielte sich selbst in dem Film Sketches of Frank Gehry unter der Regie von Sydney Pollack im Jahr 2005.